# Albert B. Fall

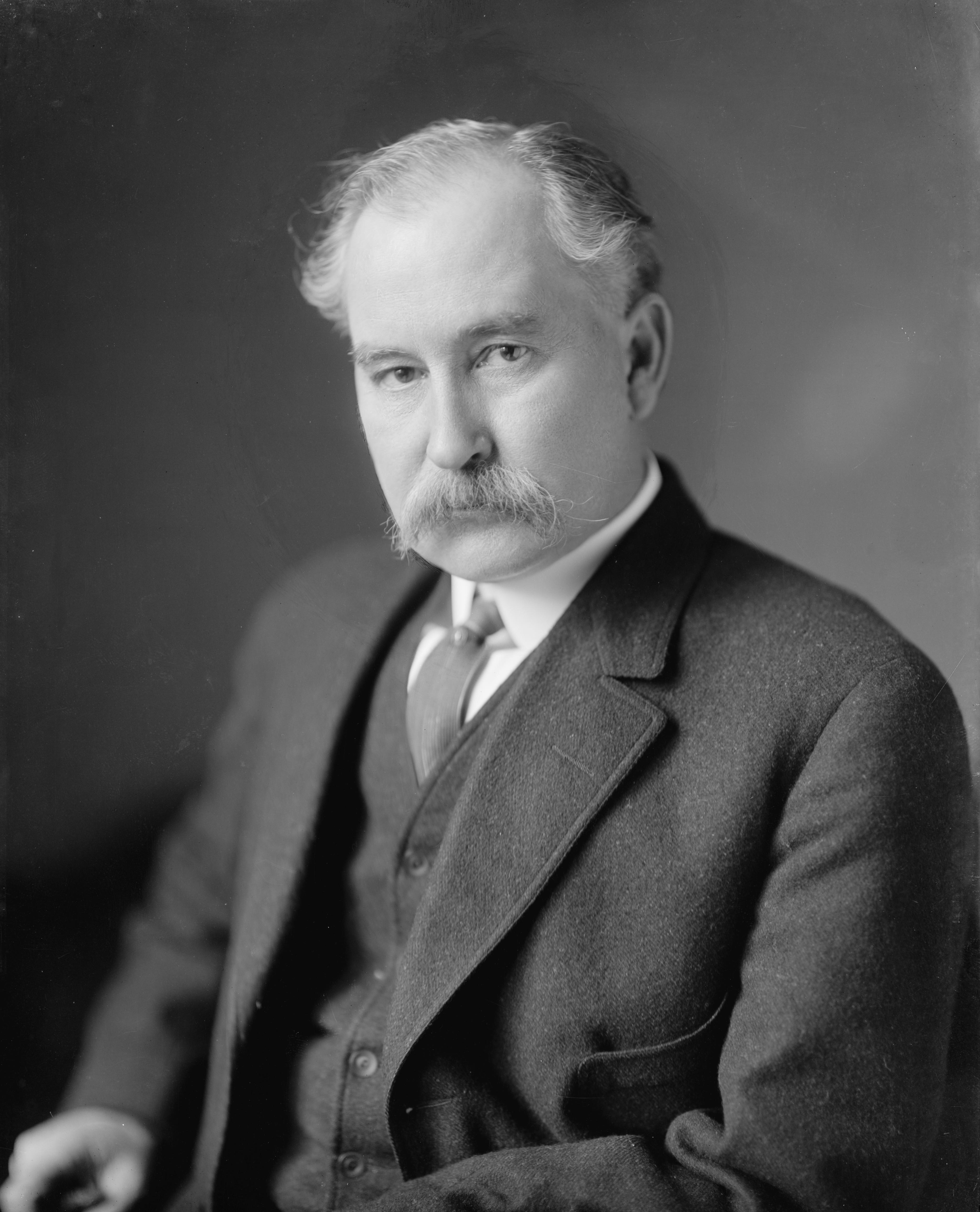
Albert B. Fall

Albert Bacon Fall (* 26. November 1861 in Frankfort, Kentucky; † 30. November 1944 in El Paso, Texas) war ein US-amerikanischer Farmer, Soldat, Jurist und Politiker (Republikanische Partei).

## Werdegang

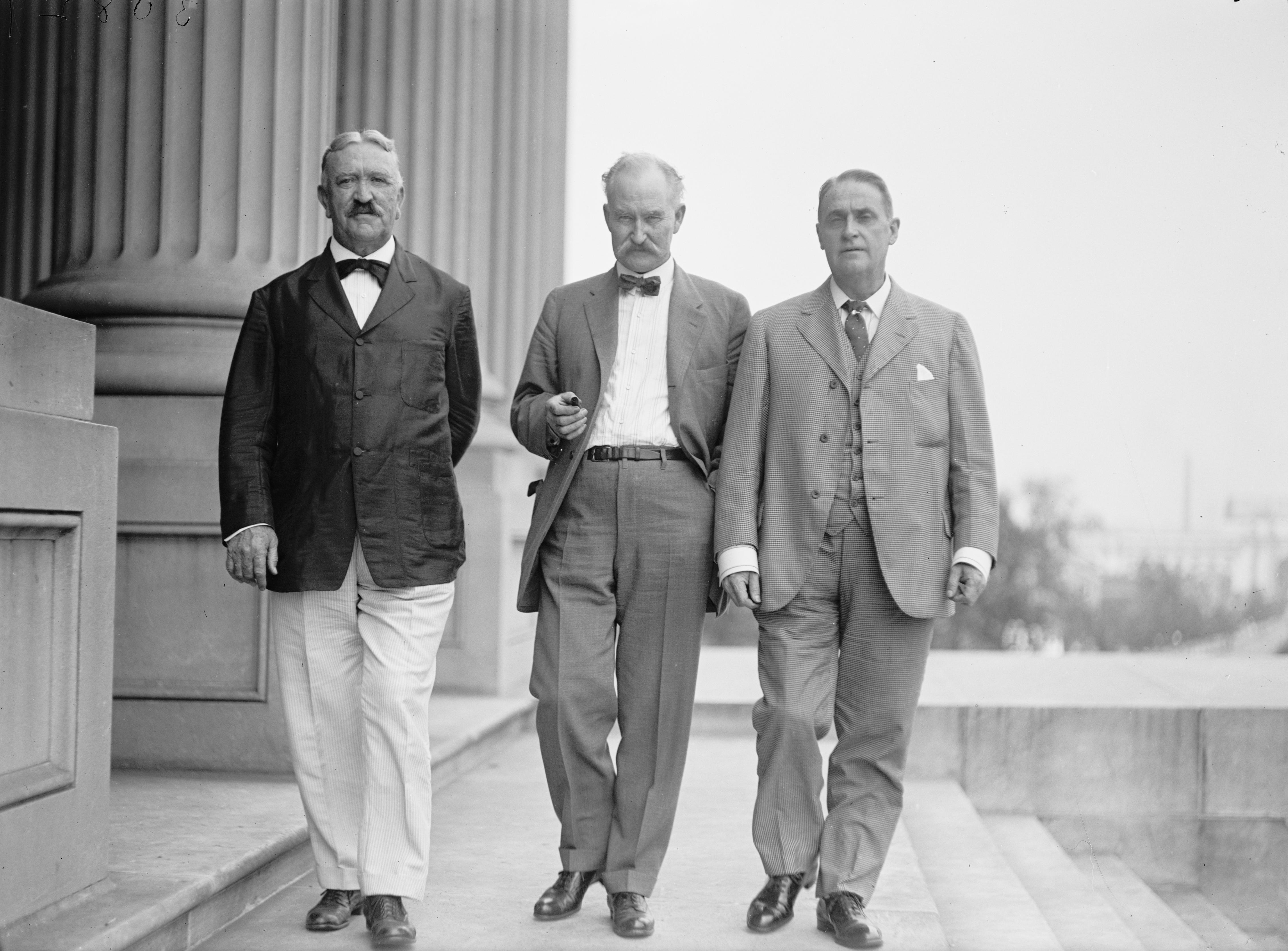
V.L.n.R. die Senatoren Marcus A. Smith, Albert B. Fall und Frank B. Brandegee auf den Stufen des Kapitol (1918)

Über die frühen Jahre von Albert Bacon Fall ist nichts bekannt. Er saß von 1891 bis 1892 im Repräsentantenhaus von New-Mexico-Territorium. 1893 diente er als Richter am New Mexico Territorial Supreme Court. Fall bekleidete dann 1897 den Posten als Attorney General im New-Mexico-Territorium und erneut 1907. Während des Spanisch-Amerikanischen Krieges diente er in der US-Army. Von 1912 bis 1921 vertrat er den Bundesstaat New Mexico im US-Senat. Fall nahm 1916 als Delegierter von New Mexico an der Republican National Convention in Chicago (Illinois) teil. Fall galt als schlauer, starrsinniger, unverblümter und sehr deutlicher Politiker, oftmals auch ein Polterer. Während seiner Amtszeit im Senat führte Fall mit seinem Vertrauten Holm O. Bolsum eine Parteimaschine, die New Mexicos Republikanische Partei über Jahre dominierte und systematisch öffentliche Gelder abzweigte. Er war enorm rachsüchtig und aus politischen Meinungsverschiedenheiten erwuchs für ihn schnell ein persönlicher Hass. So stritt er mit Präsident Woodrow Wilson um das Verhältnis zu Mexiko. Als Wilson im Wahlkampf für die Midterms 1918 seine Haltung zu diesem Thema kritisierte, sah Fall dies als herzlos an, da sein Sohn kurz vorher gestorben war, obwohl Wilson das vermutlich nicht wusste. Fortan kritisierte er Wilson bei jeder Gelegenheit und zog über die First Lady Edith Wilson her, die, nachdem ihr Mann durch einen schweren Schlaganfall teilweise gelähmt worden war, eine enorme Rolle in der Tagespolitik einnahm. Obwohl seine Feinde ihn deshalb für einen sehr „provinziellen Weststaatler von geringer Intelligenz“ (Edith Roosevelt) hielten, wozu auch sein Auftreten mit Stetson, Zigarre und einem mitgeführten Revolver beitrug, galt Fall unter Senatskollegen als durchaus beliebt. Er war im Senat der engste Freund von Warren G. Harding. Sie saßen in der Senatskammer nebeneinander und spielten drei bis viermal wöchentlich gemeinsam Poker. So ernannte Harding Fall während der Präsidentschaftswahl 1920 zu einem seiner Wahlkampfberater. Nach Hardings Sieg gehörte er von 1921 bis 1923 als Innenminister dessen Kabinett an.
Bekannt wurde er vor allem durch seine unrühmliche Rolle im Teapot-Dome-Skandal, einer Bestechungsaffäre im Jahr 1929, bei der es um die Vergabe von Ölförderrechten in Wyoming ging. Fall ging als das erste Kabinettsmitglied in die US-Geschichte ein, das für während seiner Amtszeit begangene Vergehen (in diesem Fall Bestechung) tatsächlich eine Gefängnisstrafe absitzen musste.
Fall wurde auf dem Evergreen Alameda Cemetery in El Paso (Texas) beigesetzt.